# Juozas-Miltinis-Dramatheater

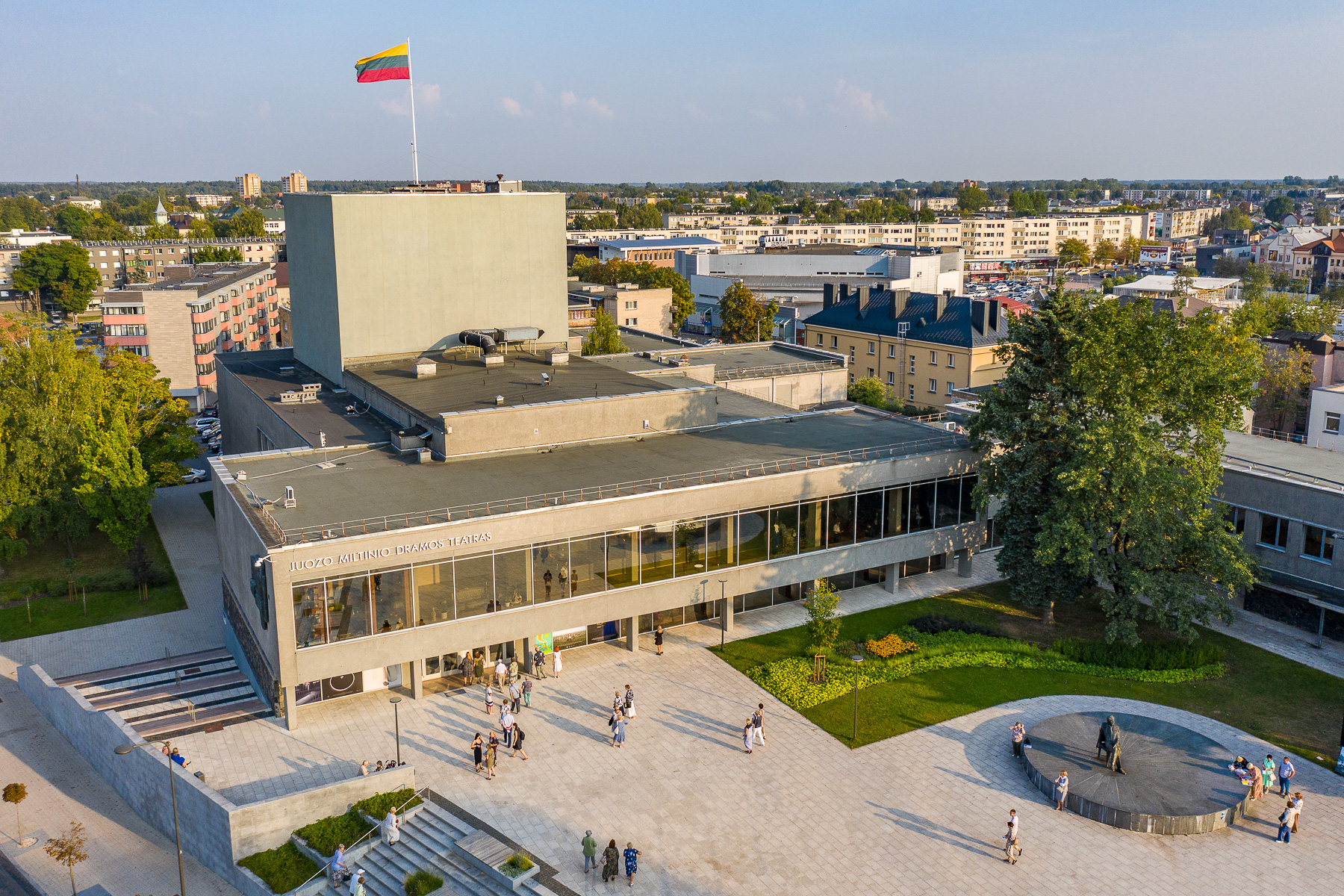
Gebäude

Das Juozas-Miltinis-Dramatheater ist ein 1940 gegründetes Theater in Panevėžys. Es hatte lange eine republikweite Reputation. Die erste Vorstellung des Theaters war  „Sidabrinis slėnis“ (von Nikolaj Pogodin) am 15. März 1941.

## Oberregisseure
- Juozas Miltinis: 1940–1980 (mit Pausen)
- Jonas Alekna: 1954–1957
- Vaclovas Blėdis: 1957–1959
- Donatas Banionis: 1981–1984
- Saulius Varnas

## Theaterleiter
- Juozas Miltinis: 1940–1954
- Vaclovas Blėdis: 1954–1959
- Juozas Miltinis: 1959–1984
- Donatas Banionis: 1984–1988
- Rimantas Teresas: ab 1996
- Laimutis Sėdžius: August 2010
- Vaidotas Rutkauskas: seit August 2010

## Schauspieler
Gintaras Adomaitis, Liudvika Marija Adomavičiūtė, Bronius Babkauskas, Aurimas Babkauskas, Donatas Banionis, Vaclovas Blėdis, Gediminas Karka, Algimantas Masiulis, Dalia Melėnaitė, Stasys Petronaitis, Laimutis Sėdžius, Eugenija Šulgaitė, Kazys Vitkus, Regina Zdanavičiūtė, Dana Rutkutė.